# Ballungsraum Chemnitz-Zwickau
Der Ballungsraum Chemnitz-Zwickau ist einer von drei Ballungsräumen im Freistaat Sachsen und einer der größten verdichteten Räume in Deutschland. Zusammen mit dem Ballungsraum Leipzig-Halle gehört er zur Metropolregion Mitteldeutschland. Das Ballungsgebiet befindet sich im Südwesten Sachsens und erstreckt sich parallel zum Erzgebirgskamm.

## Verkehr
Der Großraum Chemnitz-Zwickau ist durch die Autobahnen A 72 und A 4 verkehrstechnisch erschlossen. Das zentrale Autobahnkreuz der Region ist das Kreuz Chemnitz, hier kreuzen sich die Bundesautobahn A 72 aus Hof nach Leipzig (dritter Abschnitt vom Chemnitzer Kreuz bis Borna) sowie die Bundesautobahn A 4 von Bad Hersfeld über Eisenach, Chemnitz, Dresden nach Görlitz.  
Vom Hauptbahnhof Chemnitz verkehren Regionalbahnen nach Dresden und Zwickau im Stundentakt, darüber hinaus bedienen ausgehend von Dresden Regional-Express-Züge die Sachsen-Franken-Magistrale nach Hof. 
Stündlich stellen Regional-Express-Züge die Verbindung zum nationalen Knoten Leipzig Hbf sicher. Auf den Strecken in Richtung Cranzahl und Olbernhau über Flöha verkehren Regionalbahnen der Erzgebirgsbahn. Die Strecken nach Aue, Burgstädt, Hainichen und Stollberg werden durch die City-Bahn Chemnitz befahren. 
Fernbahnanbindungen gibt im gesamten Ballungsraum nicht. Direktverbindungen in andere Metropolregionen werden ausschließlich über Fernbusse angeboten.
Im Ballungsgebiet befinden sich die Flugplätze Chemnitz-Jahnsdorf und Zwickau.

## Wirtschaft
Das Oberzentrum Ballungsraum Chemnitz-Zwickau gehört zu den bedeutendsten Wirtschaftsräumen der neuen Bundesländer. Die lokale und regionale Wirtschaftsstruktur ist vorrangig durch die Branchen Fahrzeugbau, Maschinenbau und Metallverarbeitung geprägt. 

## Geografie
Die Region liegt in den nördlichen Ausläufern des Erzgebirges bzw. erstreckt sich in Tälern ins Erzgebirge hinein. 
 Wichtige Flüsse des Ballungsraums sind die Zwickauer Mulde, die Pleiße, die Chemnitz, die Flöha und die Zschopau.

## Struktur
Den Kern des Raumes bilden die beiden Oberzentren Chemnitz und Zwickau. Daneben befinden sich zahlreiche Mittel- und Unterzentren mit mehr als 10.000 Einwohnern in dieser Agglomeration. Die größten Städte des Ballungsraumes sind:
| Stadt                | Status        | Kreis           | Einwohnerzahl (31. August 2013) |
| -------------------- | ------------- | --------------- | ------------------------------- |
| Chemnitz             | Oberzentrum   | kreisfrei       | 242.146                         |
| Zwickau              | Oberzentrum   | Zwickau         | 91.631                          |
| Limbach-Oberfrohna   | Mittelzentrum | Zwickau         | 24.190                          |
| Glauchau             | Mittelzentrum | Zwickau         | 23.234                          |
| Werdau               | Mittelzentrum | Zwickau         | 21.198                          |
| Crimmitschau         | Mittelzentrum | Zwickau         | 19.470                          |
| Schwarzenberg        | Unterzentrum  | Erzgebirgskreis | 17.631                          |
| Aue                  | Mittelzentrum | Erzgebirgskreis | 16.729                          |
| Hohenstein-Ernstthal | Mittelzentrum | Zwickau         | 15.089                          |
| Meerane              | Unterzentrum  | Zwickau         | 15.071                          |
| Schneeberg           | Unterzentrum  | Erzgebirgskreis | 14.307                          |
| Zwönitz              | Unterzentrum  | Erzgebirgskreis | 12.479                          |
| Lichtenstein/Sa.     | Unterzentrum  | Zwickau         | 12.000                          |
| Stollberg            | Mittelzentrum | Erzgebirgskreis | 11.417                          |
| Oelsnitz/Erzgeb.     | Unterzentrum  | Erzgebirgskreis | 11.259                          |
| Wilkau-Haßlau        | Unterzentrum  | Zwickau         | 10.284                          |

Die Gesamteinwohnerzahl der Region – die Stadt Chemnitz, den Landkreis Zwickau sowie den westlichen Teil des Erzgebirgskreises (Altkreise Aue-Schwarzenberg und Stollberg) umfassend – beträgt etwa 750.000.